# Río Yuso
El río Yuso era un afluente del río Esla, nace a más de 2.000 m s. n. m., en San Glorio; recorre Tierra de la Reina, pasando por Boca de Huérgano y desemboca en el embalse de Riaño. Así lo dicen todos los documentos y mapas oficiales incluido los mapas del ejército, así como todas las guías y mapas de carreteras y geográficos. Antes de que se hiciera el embalse de Riaño, el Yuso desembocaba en el río Esla en Riaño, a pocos kilómetros del nacimiento de este.
El río Esla nace en el valle de Valdosín en el valle y comarca de Valdeburón en la provincia de León (Castilla y León, y pasa por Burón, España). A raíz de la construcción del embalse de Riaño, se ha dado lugar a distintas discusiones sobre el nacimiento y las localidades que atraviesan sendos ríos: Yuso y Esla.
Las aguas del río Yuso en verano, disminuyen considerablemente, en cambio, en invierno ha llegado a desbordarse en algunas ocasiones.
- Datos: Q6115875